# Джей Пріцкер
Джей Прі́цкер (англ. Jay Arthur Pritzker; 26 серпня 1922, Чикаго — 23 січня 1999, Чикаго) — бізнесмен (світова мережа готелів — Hyatt), філантроп (США).

## Премія Пріцкера
Джей Пріцкер та його дружина Сінді заснували 1979 року премію в галузі архітектури — Пріцкерівську, за престижністю еквівалентна Нобелівській. Преміальний грант — 100 тисяч доларів США. Лавреат також отримує бронзову медаль, прикрашену орнаментом Луїса Саллівана. Нині повноправним представником премії виступає Томас Дж. Пріцкер, а головою журі — лорд Ротшильд.
Родина живе в Чикаго — місті, яке сформувало архітектурну школу (Луїс Салліван, Френк Ллойд Райт, Мис ван дер Рое), члени якої у свою чергу визначили обличчя Чикаго.
Справу батьків продовжує син Пріцкерів — Томас Дж. Пріцкер.

## Цікаві  факти
- Батько Д. Пріцкера за походженням киянин ("His penniless grandfather arrived in Chicago in 1881 from a Jewish shtetl near Kiev" – "Їх незаможний дідусь прибув в Чикаго 1881 року з єврейського штетлу одного з київських передмість".